# 歓待 (映画)
『歓待』(かんたい) は、2010年の日本映画。

## ストーリー
下町で印刷所を営む小林家の元に、かつて小林の父に出資した男の息子と称する「加川花太郎」と名乗る男が訪問して来る。何時の間にか言葉巧みに小林家に入り込み、住み込み工員として働き始めたことから、一見平穏であった小林家の内情が露わになっていく。

## キャスト
- 小林幹夫 : 山内健司
- 小林夏希 : 杉野希妃
- 加川花太郎 : 古舘寛治
- アナベル : ブライアリー・ロング
- 小林エリコ : オノエリコ
- 小林清子 : 兵藤公美
- 敏子 : 松田弘子
- 河野 : 河村竜也
- 本間 : 菅原直樹
- 章江 : 斎藤晴香
- 山口 : 永井秀樹

## DVD
2011年にDVD版として紀伊国屋書店より発売。特典映像として『歓待』の撮影中に平行して撮影された『少年少女』(監督・太田信吾)が収められている。

## 受賞歴
- 第23回東京国際映画祭「日本映画・ある視点」部門作品賞。
- 第15回プチョン国際ファンタスティック映画祭　NATPAC賞(最優秀アジア映画賞)。
- 第33回ヨコハマ映画祭 最優秀新人賞（杉野希妃）